# 東経175度線
東経175度線（とうけい175どせん）は、本初子午線面から東へ175度の角度を成す経線である。北極点から北極海、アジア、太平洋、オーストララシア、南極海、南極大陸を通過して南極点までを結ぶ。東経175度線は、西経5度線と共に大円を形成する。

## 通過する地域一覧
東経175度線は、北極点から南極点まで南に向かって以下の場所を通っている。
| 地理座標                                               | 国土・領土・領海 | 備考 |
| ------------------------------------------------------ | ---------------- | --- |
| 北緯90度0分 東経175度0分 / 北緯90.000度 東経175.000度  | 北極海           | |
| 北緯72度44分 東経175度0分 / 北緯72.733度 東経175.000度 | 東シベリア海     | |
| 北緯69度50分 東経175度0分 / 北緯69.833度 東経175.000度 | ロシア           | |
| 北緯61度58分 東経175度0分 / 北緯61.967度 東経175.000度 | ベーリング海     | |
| 北緯52度30分 東経175度0分 / 北緯52.500度 東経175.000度 | 太平洋           | |
| 南緯1度27分 東経175度0分 / 南緯1.450度 東経175.000度   | キリバス         | タビテウエア島（英語版）                                                                                       |
| 南緯1度28分 東経175度0分 / 南緯1.467度 東経175.000度   | 太平洋           | ニュージーランド・リトルバリア島（英語版）（南緯36度11分 東経175度2分 / 南緯36.183度 東経175.033度）の西を通過 |
| 南緯36度46分 東経175度0分 / 南緯36.767度 東経175.000度 | ニュージーランド | ワイヘケ島（英語版） 北島 — ワンガヌイ（南緯39度56分 東経175度2分 / 南緯39.933度 東経175.033度）の西を通過     |
| 南緯39度57分 東経175度0分 / 南緯39.950度 東経175.000度 | 太平洋           | |
| 南緯40度53分 東経175度0分 / 南緯40.883度 東経175.000度 | ニュージーランド | 北島 — アッパーハット（英語版）（南緯41度8分 東経175度1分 / 南緯41.133度 東経175.017度）の西を通過             |
| 南緯41度23分 東経175度0分 / 南緯41.383度 東経175.000度 | 太平洋           | |
| 南緯60度0分 東経175度0分 / 南緯60.000度 東経175.000度  | 南極海           | |
| 南緯77度40分 東経175度0分 / 南緯77.667度 東経175.000度 | 南極大陸         | ロス海属領 - ニュージーランドが領有権主張                                                                      |